# دوري كرة القاعدة الرئيسي
دوري كُرة القاعدة الرئيسي (بالإنجليزية: Major League Baseball)‏ هو إحدى دوريات كُرة القاعدة الإحترافية، واحدٌ من أقدم أربع دوريات رياضية في الولايات المتحدة وكندا.به 30 فريقًا يلعبون الآن في الدوري الأمريكي والدوري الوطني،15 فريقًا في كُل دوري. الدوري الأمريكي والدوري الوطني يعملان كجهات قانونية منفصلة منذ عام 1901 وعام 1876 على التوالي.بعد التعاون ظلّت كجهات قانونية منفصلة منذ عام 1903، الدوريان دُمِجا في مُنظمة واحِدة بقيادة مفوض كرة القاعدة في عام 2000.المنظمة تُشرف أيضًا على دوري كرة القاعدة الثانوي الذي يضم نحو 240 فريقًا تابعًا لأندية الدوري الرئيسي. دوري كرة القاعدة الرئيسي يُديرالاتحاد العالمي لكرة القاعدة والكرة اللينة، ويُدير أيضًا بطولة العالم لكرة القاعدة الكلاسيكية العالمية.

## الهيكل التنظيمي
مركز دوري كرة القاعدة الرئيسي لوسائط الإعلام المتعددة، يُوجد هذا المركز فيمانهاتن.هذا المركز يُشرف عليهMLB.com وعلى كل المواقع الإلكترونية للفِرق الـ30.

## الفِرق
اليوم دوري كرة القاعدة الرئيسي يتكون من 30 فريقًا: تسعة وعشرون في الولايات المتحدة وواحدٌ في كندا.تلعب الفِرق 162 مباراة في كل موسم، وخمسة فِرق في كل دوري تتقدم المباريات بوستسيزن ليتأهل الفائز منهم إلى بطولة العالم، بطولة مباريات الأفضل من سبعة (بطولة العالم) تُقام بين بطلين الدوريين (الأمريكي والوطني) التي يعود تاريخها إلى عام 1903. دوري كرة القاعدة هو الدوري الأكثر مشاهدة من أي من الدوريات الرياضية في العالم مع أكثر من 73 مليون متفرج في عام 2015.
* (د/أ) تعني الدوري الأمريكي، (د/و) تعني الدوري الوطني

## تنظيم الدوري
في عام 2000، حُلَّ الدوري الأمريكي والدوري الوطني كجهات قانونية، والدوري الرئيسي أصبح منفردًا، الدوري الرئيسي عمومًا مُشابه لـالدوري الوطني لكرة القدم الأمريكية(NFL)،الرابطة لوطنية لكرة السلة(NBA) ودوري الهوكي الوطني(NHL)— متكوِّن من دوريّان.نفسالقواعد و ‏الأنظمة تُستخدم في الدوريّان، مع استثناء واحد: الدوري الأمريكي يَستخدم قاعدة الضارب المُخصص، في حين الدوري الوطني لا يَستخدمها.هذا الاختلاف في القواعد بين الدوريّان هو ما يجعل الدوري الرئيسي فريد من نوعه؛ الدوريات الرياضية الأخرى في الولايات المتحدة وكندا لديها مجموعة واحدة من القواعد لجميع الفِرق.

## التاريخ

### التأسيس

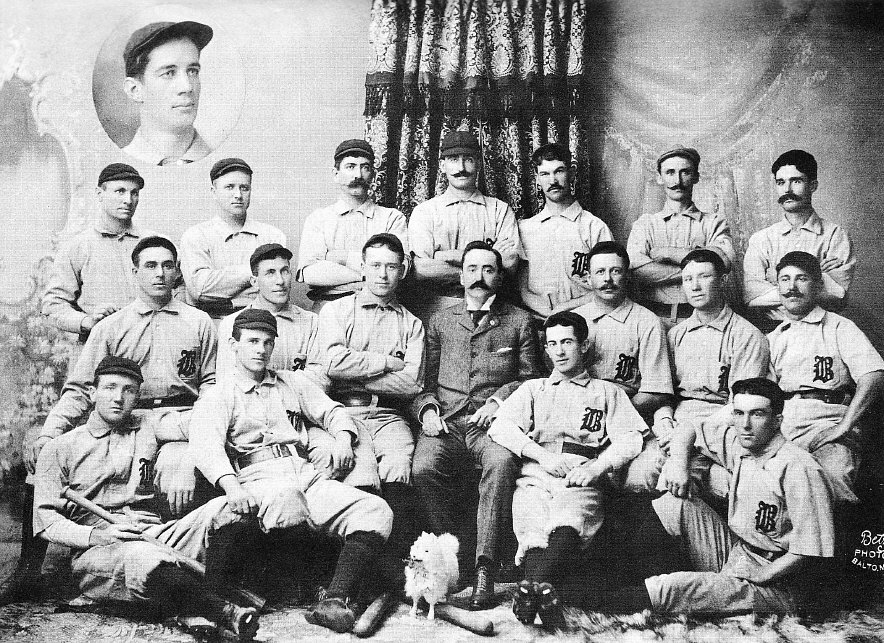
الدوري الوطني، فريق بالتيمور أوريولز عام 1896

في عام 1860، أثناءالحرب الأهلية نمط «نيويورك» لكرة القاعدة تطوّر إلى لعبة وطنية ووِلدَ أوّل جسم تنظيمي لكُرة القاعدة،الرابطة الوطنية للاعبي كُرة القاعدة. وُجِدت هذه الرابطةكدوري للهواة لمدة 12 عامًا. عند عام1867، أكثر من 400 ناديًا أصبحوا أعضاءً في الرابطة.معظم الأندية القويّة التي تأسست في شمال شرق الولايات المتحدة بقيت لحين تأسيسكُرة القاعدة الاحترافية؛ الدوري الرئيسي يَستخدم عام 1869 -عام تأسيس أوّل فريق احترافي،سينسيناتي ريد ستوكينقز.
الحرب بين الدوري الأمريكي والدوري الوطني تسببت في صدمة في أنحاء عالم كُرة القاعدة.و الاجتماع الذي عُقد في فُندق ليلاند في شيكاغو عام 1901، تناولت الدوريات الأخرى لكُرة القاعدة خُطة لتُحافظ على استقلاليتها. تمّ تشكيل جمعية وطنية جديدة للإشراف علىهذه الدوريات الثانوية.في حين أن الجمعية الوطنية ما تزال حتى يومنا هذا (معروفة الآن بـدوري كرة القاعدة الثانوي)، في ذاك الوقت رأى بان جونسون أنها أداة لإنهاء التهديدات المتكونة من المنافسين الصِّغار الذين قد يتوسّعون لأقاليم أخرى ويُهددون هيمنة دوريه.
بعد عام 1902، الدوري الأمريكي والدوري الوطني والجمعية الوطنية وقّعوا اتفاق وطني جديد، اتفاقٌ يربط عقودًا مُستقلة.الاتفاق وضع نظام تصنيف رسمي للدوريات الثانوية، رائد النظام الحالي الذي عدله هوبرانش ريكي.

### عصر الكرة الميتة

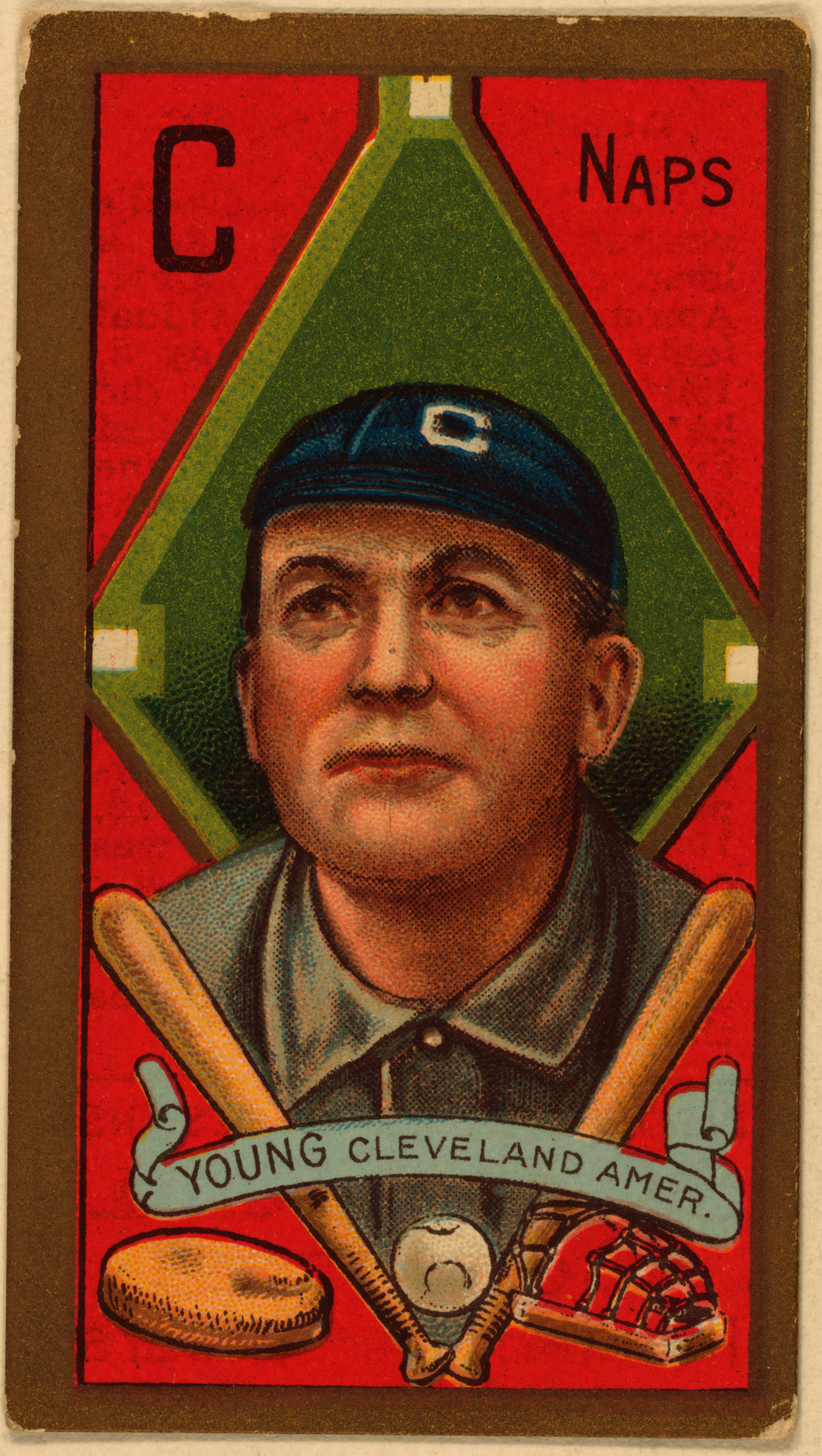
ساي يونق على بطاقة كُرة قاعدة في عام 1911.

الفترة ما بين 1900 و1919 تُسمى بـ«عصر الكُرة الميتة».مباريات هذا العصر تميل إلى أن تكون ذات أهداف قليلة وغالبا ما تهيمن فيها الرّامون مثلوالتر جونسون،ساي يونق،كريستي ماثيوسون ‏،مردكاي براون ‏،غروفر كليفلاند الكسندر. المصطلح يصف بدقة أيضًاكُرة القاعدة نفسها.كُرة القاعدة كانت تَستخدم خيط صوف أمريكي بدلًا خيط صوف أسترالي المُستخدم حاليًا ولم تكن مشدودة بإحكام كما أصبحت الآن، مما أثّرت على المسافة التي كانت تَقطعها الكُرة.والأهم من ذلك، كانت الكُرات تُلعب حتى تتلف بالكامل، كانت لينة وفي بعض الأحيان غير متوازنة: كان سعر كُرة القاعدة ثلاث دولارات، أي ما يُساوي44٫78دولارًا اليوم (في وقتتضخمالـدولار أمريكي)، والمدراء كانوا يَترددون في شراء كرات جديدة.كانوا يَتوقعون من المشجعين أن يَردوا الكُرات التي طارت إليهم بالخطأ والكُرات التي أحرزت أهدافًا نادرة.كُرة القاعدة أصبحت أيضًا ملطخة بعصارة التبغ والعشب والطين، وأحيانًا عصير عرق السوس، بعض اللاعبين يَمضغون الكُرة لغرض تَشويهها.
بعد بطولة العالم في عام 1919بينشيكاغو وايت سوكسو سينسيناتي ريدز، تزعزعت كُرة القاعدة بعد ادعاءاتتلاعب بالمُباراة، احتيال يُعرف بـفضيحة البلاك سوكس.ثمانية لاعبين—جو جاكسون،إيدي سيكوت ‏،كلود »ليفتي» ويليامز ‏،جورج «باك» ويفر،أرنولد «شيك» قانديل ‏،فريد مَكْملِين ‏،تشارلز «سويدي» ريزبيرغ ‏ وأوسكار «هابي فيلش» ‏—خسروا بطولة العالم عمدًا بمقابل خاتم تبلغ قيمته 100,000 دولار.على الرغم من تبرئتهم، إلا أنهم فُرض عليهم حظر دائم من دوري كُرة القاعدة.

### الحظرعلى النساء
دوري كُرة القاعدة حظر النساء من التوقيع على العقود في عام 1952، واستمر الحظر حتى عام 1992.

## الملابس الرسمية
زي كرة القاعدة الموحدهو نوع من الملابس التي يَرتديهالاعبو كرة القاعدة ‏، وأيضًا من غير اللاعبين، مثلمدير الفريق في الملعب ‏و المُدربين.كان يُلبس للإشارة إلى دور اللاعب في المُباراة - للتعرف على الفِرق واللاعبين والمدراء والمُدربين، تُستخدم الشِّعارات والألوان والأرقام.

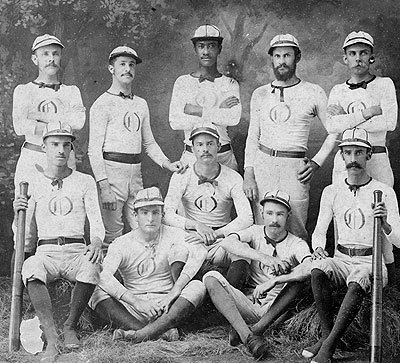
فريق كُرة قاعدة في زيّه الرسمي عام 1870.

## بنية الموسم

### التدريب الربيعي

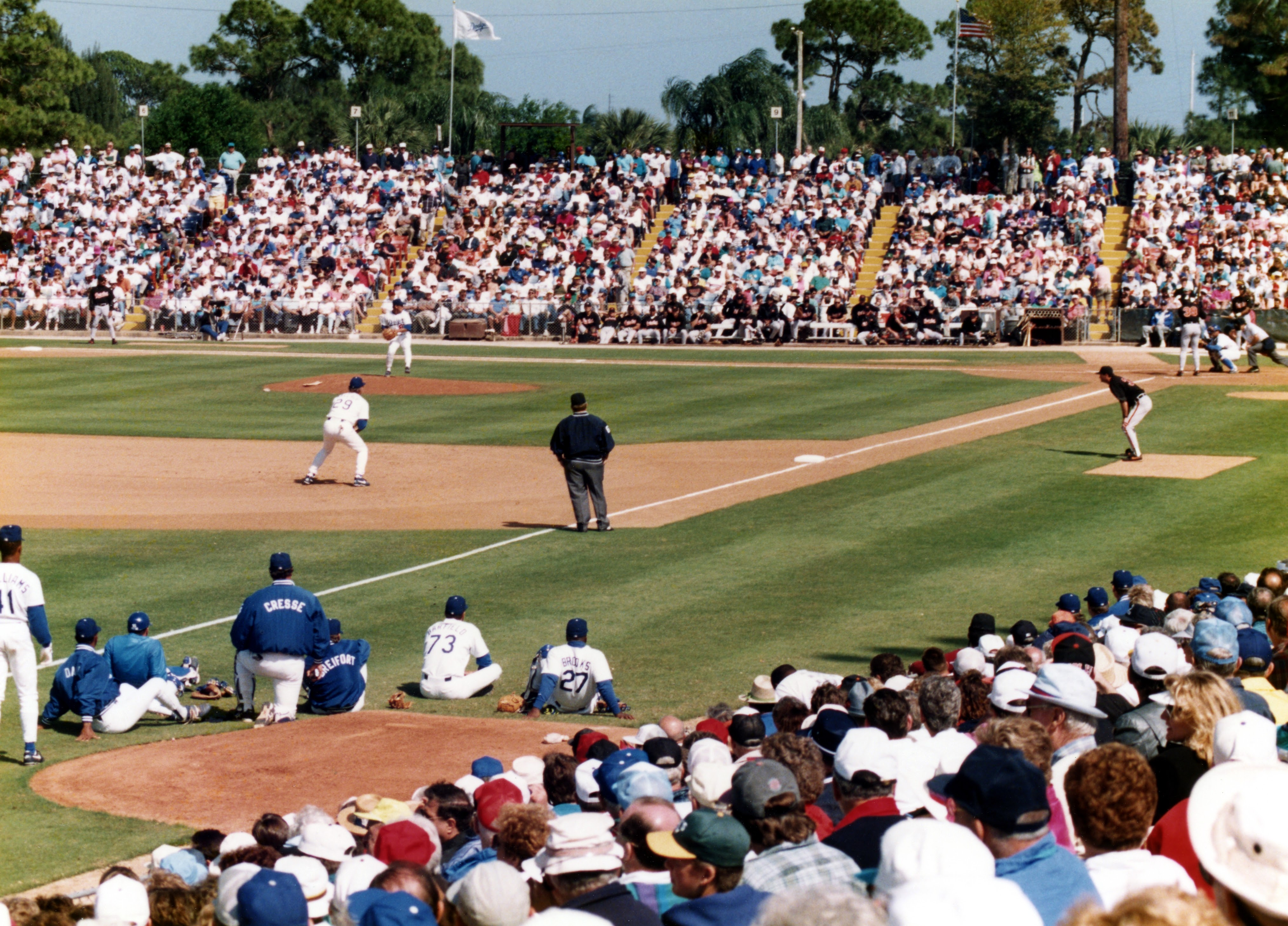
مباراة دوري القريبفروت في مُخيم لوس انجليس دودجرزالسابق، في شاطئ فيرو، فلوريدا.

التدريب الربيعي عادةً ما يستغرق ما يقرب الشهرين، بدأيةً في منتصف فبراير حتى قُبيل يوم بداية الموسم، عادةً من الأسبوع الأول من أبريل.الرُّماة يَستفيدون من فترة التدريب الطويلة هذه، فالرُّماة والماسكون يبدأون تدريبهم الربيعي قبل باقي الفريق بعدة أيام.

### الموسم العادي
الموسم العادي لكُرة القاعدة الرئيسي الحالي بهِ 162 مباراة لكل فريق، يبدأ عادةً في يوم الأحد الأول من شهر أبريل وينتهي في يوم الأحد الأول في أكتوبر. جدول الفِرق عادةً ما تُنظم إلى ثلاثة مباريات مُتسلسلة، مع اثنين أو أربعة مباريات متسلسلة غير مُجدولة.تأجيل المباريات أو تعليقها المُستمر قد يؤدي إلى تَخصيص مباراة إضافية واحدة أو خمس مباريات مُتسلسلة.تَلعب الفِرق عمومًا لمدة خمسة إلى سبعة أيام أُسبوعيًا، عادةً ما تأخذ يوم الإثنين أو الخميس كيوم إجازة.و كثيرًا ما تُقام المباريات في الليل.مباريات يوم الأحد عادةً ما تُلعب بعد الظهر، ليكون للفِرق وقتٌ كافي للانتقال إلى وجهتهم القادمة قبل مباراة يوم الإثنين التي تُقام أثناء الليل.وبالإضافة إلى ذلك، تلعب الفِرق في الكثير من الأحيان مباريات أثناء يوم الافتتاح والعطل.
يلعب كل فريق 19 مباراة ضد الفِرق الأربعة التي يُقابلها من القسم الآخر.يلعب مباراة مُتسلسلة واحدة في أرضه ومباراة واحدة مُتسلسلة في أرض الخصم، تصل إلى ست أو سبع مباريات ضد 10 فِرق أخرى في دوريها.يلعب الفريق أيضًا في واحدة من الأقسام من الدوري الآخر، بالتناوب كل عام، فرقان في مواجهة بعضهما البعض في ثلاث مباريات مباريات مُتسلسلة في أرض أحدهما ومباراتان في ثلاث مباريات مُتسلسلة في أرض الآخر، وأربع مباريات مُنقسمة بين ذهاب وإياب.و علاوة على ذلك، كل فريق لديه مباراة «انترليق» (في كثير من الأحيان الفريقان يكونان من نفس المنطقة) ويَلعبان مباراتان في أرض أحدهما ومباراتان في أرض الآخر.
على مدار الموسم، تتنافس الفِرق على واحدة من خمس مقاعد في التصفيات. يُمكنهم الفوز بإحدى هذه المقاعدإما الفوز فيقسمهم أو عن طريق التأهل إلىالوايلد كارد ‏.
بعد اكمال 162 مباراة، تُلعب مباراة إضافيةلكسر تعادل مباراة(أو مباريات) قد تكون هناك حاجة إلى تحديدبوستسيزن.

### مباراة النجوم

الرئيسجون ف. كينيدييرمي الرمية الأولى في عام 1962 في مباراة النجوم فيملعب العاصمة

في وقت مبكر من منتصف يوليو، بعد منتصف الدوري الرئيسي مباشرةً، مُباراة النجوم تُقام خلال أيام الراحة الأربعة من الموسم العادي.تضم مباراة النجوم فريق من لاعبين الدوري الأمريكي (AL) - بقيادة المدير السابق للفريق الفائز بالدوري الأمريكي وفريق من لاعبين الدوري الوطني (NL) وقيادته تُختار بنفس الكيفية، يَلعبان مباراة استعراضية.من عام 1959 حتى عام 1962، عُقدت مباراتان في كل موسم، واحدة عقدت في شهر يوليو وواحدة في شهر أغسطس. قاعدةالضارب المُخصص استخدمت في مباراة النجوم للمرة الأولى عام 1989. قاعدة الضارب المُخصص تُستخدم الآن في ملاعب الدوري الأمريكي. ومنذ عام 2010، تُستخدم القاعدة بغض النظر عن المكان.
لاعبو مباراة النجوم من الدوريان يَلبِسون زي فريقهم في المباراة مع استثناء واحد.في مباراة النجوم عام 1933، لاعبو فريق نجوم الدوري الوطني ارتدوا زيًّا رماديًّا خاصًّا مكتوب عليه «الدوري الوطني» بحروف زرقاء اللون على الجزء الأمامي من القميص.

### بوستسيزن
عند انتهاء الموسم العادي بعد أوّل يوم أحد في أكتوبر (أو آخِر يوم أحد في سبتمبر) عشر فرق تَدخل إلى تصفيات البوستسيزن.العشر فِرق هذه منها ستة فِرق فازت بالبطولة في قِسمهم باحتساب أفضلنسبة فوزفي الدوري العادي مقارنةً بفِرق قِسمهم، والأربعة المُتبقينهُم فِرق «وايلد كارد» وفريقان من الأربعة تحصّلا على أفضل نسبة فوز في الدوري العادي في قسميهما لكن لم يَفوزا ببطولة قسميهما.أربع جولات من سلسلة مباريات تُلعب لتحديد بطل:
1. مباراة وايلد كارد،مباراة فاصلة واحدة بين فِرق «الوايلد كارد» في كل دوري.
2. بطولة أقسام الدوري الأمريكيوبطولة أقسام الدوري الوطني، يتأهل الأفضل من خمس مباريات.
3. بطولة الدوري الأمريكيوبطولة الدوري الوطني،يتأهل الأفضل من سبع مُبارايات بين الفِرق الفائزة مِن بطولة أقسام الدوري الأمريكي وبطولة أقسام الدوري الوطني. أبطال الدوري يُشار لهم (بشكل غير رسمي) بالفائزين براية الدوري الأمريكي أو الفائزون براية الدوري الوطني.
4. بطولة عالم،تُلعببين الفائزيّن برايات الدوريّان ويَفوز فيها الأفضل من سبع مباريات.

داخل كل دوري، يوجد ثلاثة فائزين، استنادًا على نسبة الفوز.الفريق مع أفضل نسبة وليس من الفائزين الثلاثة سيكون أول فريق للوايلد كارد ويُصبح الفريق الرابع.الفريق مع ثاني أفضل نسبة وليس من الفائزين الثلاثة سيكون الفريق الثاني للوايلد كارد ويُصبح الفريق الخامس. في الوايلد كارد سيلعب الفريق الخامس ضد الفريق الرابع في مباراة واحدة فاصلة.بالنسبة لبطولة الأقسام، الفريق الأوّل يواجه الفائز بمباراة الوايلد كارد والفريق الثاني يُواجه الفريق الثالث.منذ سنة 2017، يتم تحديد أفضلية اللعب في ملعبك في بطولة العالم من خلال سجلات الموسم العادي لبطلا الدوري، حيث كانت في السابق تُمنح هذه الأفضلية لفريق الدوري الذي فاز في مباراة النجوم.
يَعود استخدام قاعدة الضارب المُخصص في بطولة العالم إلى قوانين الدوري للفريق المُضيف .
| سجلات بطولة العالم |                           |                   |                         |
| الفريق | عدد البطولات التي فاز بها | آخر بطولة فاز بها | عدد البطولات التي لعِبها |
| نيويورك يانيكز ∤ (د/أ) | 27                        | 2009              | 40                      |
| سانت لويس كاردينلز ∤ (د/و) | 11                        | 2011              | 19                      |
| أوكلاند أثلاتكس ∤ (د/أ) | 9                         | 1989              | 14                      |
| سان فرانسيسكو دجاينتس ∤ (د/و)                                                                                                 | 8                         | 2014              | 20                      |
| بوسطن ريد سوكس ∤ (د/أ) | 8                         | 2013              | 12                      |
| لوس أنجيلس دوجرز ∤ (د/و) | 6                         | 1988              | 18                      |
| سينسيناتي ريدز ∤ (د/و) | 5                         | 1990              | 9                       |
| بيتسبيرغ بايرتس (د/و) | 5                         | 1979              | 7                       |
| ديترويت تايقرز (د/أ) | 4                         | 1984              | 11                      |
| شيكاغو كابز (د/و) | 3                         | 2016              | 11                      |
| أتلانتا برايفز ∤ (د/و) | 3                         | 1995              | 9                       |
| بالتيمورأوريولز ∤ (د/أ) | 3                         | 1983              | 7                       |
| مينيسوتا توينز ∤ (د/أ) | 3                         | 1991              | 6                       |
| شيكاغو وايت سوكس (د/أ) | 3                         | 2005              | 5                       |
| فيلادلفيا فيليز (د/و) | 2                         | 2008              | 7                       |
| كليفلاند إنديانز ∤ (د/أ) | 2                         | 1948              | 6                       |
| نيويورك ميتس (د/و) * | 2                         | 1986              | 5                       |
| كانساس سيتس رويلز (د/أ) * | 2                         | 2015              | 4                       |
| تورنتو بلو جايز (د/أ) * | 2                         | 1993              | 2                       |
| ميامي مارلينز ∤ (د/و) * | 2                         | 2003              | 2                       |
| أريزونا ديموندبكس (د/و) * | 1                         | 2001              | 1                       |
| لوس أنجيليس من أنهايم ∤ (د/أ) *                                                                                               | 1                         | 2002              | 1                       |
| سان دييغو بادريس (د/أ) * | 0                         |                   | 2                       |
| تكساس رينجيرز ∤ (د/أ) * | 0                         |                   | 2                       |
| ميلووكي برويرز ∤ (من (د/و) إلى (د/أ) عام2013) *                                                                               | 0                         |                   | 1 [د/أ]                 |
| هيوستن أستروز ∤ (من (د/و) إلى (د/أ) عام2013) *                                                                                | 0                         |                   | 1 [د/و]                 |
| كولورادو روكيز (د/و) * | 0                         |                   | 1                       |
| تامبا باي رايز ∤ (د/أ) * | 0                         |                   | 1                       |
| سياتل مارينرز ∦ (د/أ) * | 0                         |                   | 0                       |
| ∦ واشنطن ناشيونلز ∤ (د/و) *                                                                                                   | 0                         |                   | 0                       |
| د/أ =الدوري الأمريكي (64 انتصارًا) د/و =الدوري الوطني (48 انتصارًا)                                                             |                           |                   |                         |
| * انضم للدوري الرئيسي عام 1960 (هذه الفِرق 14 تشترك في10 انتصارات في 23 مباراة في بطولة العالم من أصل 55 مباراة منذ عام 1961.) |                           |                   |                         |
| ∤ مجموع سجلات الفريق سواء عندما كان باسم آخر أو عندما انتقل إلى مدينة أخرى                                                    |                           |                   |                         |
| ∦ لم يلعب في بطولة العالم. |                           |                   |                         |
| المزيد من التفصيل على بطولة العالم و قائمة أبطال بطولة العالم مصدر: MLB.com                                                   |                           |                   |                         |

## اللعب الدولي
منذ عام 1986 يذهب فريق النجوممن دوري كُرة القاعدة الرئيسي إلى جولة نهاية الموسم الاثنا سنوية فياليابان،يُطلق عليها اسم مباراة نجوم اليابان لكرة القاعدة، تُلعب مباراة استعراضيةضد فريق النجوم منالدوري الياباني لكرة القاعدة(NPB) أو مؤخرًا واعتبارًا من 2014أصبح اسم منتخبهم الوطنيساموراي اليابان.
جنبًا إلى جنب معالاتحاد العالمي لكرة القاعدة والكرة اللينة،دوري كُرة القاعدة الرئيسي ترعىبطولة العالم لكرة القاعدة الكلاسيكية،و هي بطولة كُرة قاعدة دولية يتنافس فيها المُنتخبات الوطنية.